# Водная масса
Водная масса — значительный объем морской воды, формирующийся в определенной акватории Мирового океана под влиянием определенных геофизических факторов. Водная масса характеризуется постоянным и непрерывным распределением физико-химических и биологических свойств в течение длительного времени. Все компоненты водной массы образуют некий единый комплекс, который может изменяться или двигаться как одно целое. В отличие от воздушных масс, для масс достаточно важную роль играет вертикальная зональность.
Главные характеристики водных масс:
- температура воды,
- соленость,
- содержание биогенных солей (фосфаты, силикаты, нитраты),
- содержание растворенных газов (кислород, углекислый газ).

Характеристики водных масс не остаются неизменными постоянно, они в определенных пределах колеблются по сезонам и многолетне. Между водными массами не существует четких границ, вместо того — переходные зоны взаимного влияния. Наиболее ярко это можно наблюдать на границе теплых и холодных морских течений.
Основными факторами формирования водных масс являются тепловой и водный балансы региона.
Водные массы довольно активно взаимодействуют с атмосферой. Они отдают ей тепло и влагу, биогенный и механический кислород, а из нее усваивают углекислый газ.

## Классификация
Различают первичные и вторичные водные массы. К первым относят те, характеристики которых формируются под воздействием земной атмосферы. Они характеризуются наибольшей амплитудой изменений своих свойств в определенном объеме водной толщи. К вторичным водным массам относят те, что формируются под влиянием перемешивания первичных. Они характеризуются наибольшей гомогенностью.
По глубине и физико-географическими свойствами выделяют следующие типы водных масс:
- поверхностные:
  - поверхностные (первичные) — до глубин 150-200 м,
  - подповерхностные (первичные и вторичные) — от 150-200 м до 400-500 м;
- промежуточные (первичные и вторичные) — срединный слой океанических вод толщиной около 1000 м, на глубинах от 400-500 м до 1000-1500 м, температура которого лишь на несколько градусов выше точки замерзания воды; постоянная граница между поверхностными и глубинными водами, что препятствует их перемешиванию;
- глубинные (вторичные) - на глубине от 1000-1500 м до 2500-3000 м;
- придонные (вторичные) — глубже 3 км.

## Распространение
Для всех океанов характерны собственные водные массы. В Тихом океане: Северная тропическая, Северная центрально-субтропическая, Южная тропическая и другие поверхностные водные массы; Северная и Южная субтропические и другие подповерхностный; Северная и Южная тихоокеанские промежуточные; Тихоокеанские глубинные водные массы. В Атлантике: Северная и Южная тропические, Гольфстрим и другие поверхностные; Северная и Южная субтропические подповерхностный; Северная и Южная атлантические промежуточные водные массы и другие; Средиземноморская глубинная.

## Типы поверхностных водных масс

### Экваториальные
На протяжении всего года экваториальные воды сильно прогреваются солнцем, что находится в зените. Толщина слоя — 150-300 г. Горизонтальная скорость перемещения составляет от 60-70 до 120-130 см/сек. Вертикальное перемешивание происходит со скоростью 10−2 10−3 см/сек. Температура вод составляет 27°...+28°С, сезонная изменчивость небольшая 2 °C. Средняя соленость от 33-34 до 34-35 ‰, ниже, чем в тропических широтах, потому что многочисленные реки и сильные ежедневные ливни довольно сильно влияют, опресняя верхний слой воды. Условная плотность 22,0-23,0. Содержание кислорода 3,0-4,0 мл/л; фосфатов — 0,5-1,0 мкг-ат/л.

### Тропические
Толщина слоя — 300-400 г. Горизонтальная скорость перемещения составляет от 10-20 до 50-70 см/сек. Вертикальное перемешивание происходит со скоростью 10−3 см/сек. Температура вод составляет от 18-20 до 25-27°С. Средняя соленость 34,5-35,5 ‰. Условная плотность 24,0-26,0. Содержание кислорода 2,0-4,0 мл/л; фосфатов — 1,0-2,0 мкг-ат/л.

### Субтропические
Толщина слоя — 400-500 г. Горизонтальная скорость перемещения составляет от 20-30 до 80-100 см/сек. Вертикальное перемешивание происходит со скоростью 10−3 см/сек. Температура вод составляет от 15-20 до 25-28°С. Средняя соленость от 35-36 до 36-37 ‰. Условная плотность от 23,0-24,0 до 25,0-26,0. Содержание кислорода 4,0-5,0 мл/л; фосфатов — <0,5 мкг-ат/л.

### Субполярные
Толщина слоя — 300-400 г. Горизонтальная скорость перемещения составляет от 10-20 до 30-50 см/сек. Вертикальное перемешивание происходит со скоростью 10−4 см/сек. Температура вод составляет от 15-20 до 5-10°С. Средняя соленость 34-35 ‰. Условная плотность 25,0-27,0. Содержание кислорода 4,0-6,0 мл/л; фосфатов — 0,5-1,5 мкг-ат/л.

### Полярные
Толщина слоя — 100-200 м. Горизонтальная скорость перемещения составляет от 5-10 до 30-50 см/сек. Вертикальное перемешивание происходит со скоростью 10−3 10−4 см/сек. Температура вод составляет от 0-5 до -1,8°С. Средняя соленость 32-34 ‰. Условная плотность 27,0-28,0. Содержание кислорода 5,0-7,0 мл/л; фосфатов — 1,5-2,0 мкг-ат/л.

## Исследования
При изучении водных масс используют методику Т, S-кривых и изопикнический метод, позволяющие устанавливать гомогенность температуры, солености и других физико-химических показателей на кривой вертикального распределения.